# Cedar Lake (Saskatchewan River)
Der Cedar Lake („cedar“ ist der englische Name verschiedener Nadelbäume und Büsche) ist ein See in der kanadischen Provinz Manitoba.

## Lage
Der See liegt am Unterlauf des Saskatchewan River, der ihn durchfließt, unmittelbar vor dessen Mündung in den Winnipegsee. Der Wasserspiegel des Cedar Lake wird vom Grand Rapids Dam reguliert.
Der See ist beliebt bei Hobbyfischern (bspw. Glasaugenbarsch bzw. Amerikanischer Zander (Sander vitreus)).
Am Westufer des Sees liegt etwas südlich der Mündung des Saskatchewan River eine Fundstelle für fossilführenden Bernstein kreidezeitlichen Alters. Der Bernstein aus dieser Lagerstätte wird als Chemawinit bezeichnet. 